# Arly Airport
Arly Airport är en flygplats i Burkina Faso. Den ligger i den östra delen av landet, 300 kilometer öster om huvudstaden Ouagadougou. Arly Airport ligger 190 meter över havet.
Terrängen runt Arly Airport är platt, och sluttar västerut. Runt Arly Airport är det ganska glesbefolkat, med 24 invånare per kvadratkilometer.. Närmaste större samhälle är Nagaré, 12,9 kilometer öster om Arly Airport.
Omgivningarna runt Arly Airport är en mosaik av jordbruksmark och naturlig växtlighet.